# بالفي
بالفي (بالإنجليزية: Balvi)‏ هي بلدة تقع في لاتفيا في بلدية بالفي. يقدر عدد سكانها بـ 7,997 نسمة ومساحتها 5.1 كم2 .